# Filipe Luís
Filipe Luís Kasmirski (n. 9 august 1985, Jaraguá do Sul, Santa Catarina, Brazilia), cunoscut ca și Filipe Luís, este un fost fotbalist brazilian care a evoluat pe postul de fundaș. În prezent, este antrenorul echipei sub 20 de ani a lui Flamengo.
Un jucător de abordare neobosită, cunoscut și pentru conștientizarea sa tactică, și-a petrecut cea mai mare parte a carierei profesionale în Spania, începând la Deportivo La Coruña, unde a petrecut patru sezoane. În 2010 s-a alăturat lui Atlético Madrid și a câștigat patru trofee, inclusiv campionatul în 2014. A semnat cu Chelsea în iulie a acelui an pentru 15,8 milioane de lire sterline, ajutându-i atât în Premier League, cât și în Cupa Ligii, dar lipsa timpului de joc la Londra, l-a văzut revenind la Atlético un an mai târziu, câștigând Europa League și Supercupa în a doua sa perioadă (ambele în 2018). Apoi s-a alăturat giganților brazilieni de la Flamengo ca agent liber, unde a câștigat o serie de trofee, inclusiv Campeonato Brasilero în 2019, 2020 și Copa Libertadores în 2019 și 2022.
Filipe Luís a debutat cu Brazilia în 2009 și a obținut peste 40 de selecții, reprezentând națiunea la Cupa Confederațiilor din 2013, trei Copa América și Campionatul Mondial din 2018, câștigând Cupa Confederațiilor și Copa America 2019. Pe 30 noiembrie 2023, Filipe Luís și-a anunțat retragerea din fotbalul profesionist.

## Palmares

### Club
Deportivo
- Cupa UEFA Intertoto: 2008

Atlético Madrid
- UEFA Europa League: 2011–12
- La Liga: 2013–14
- Supercupa Europei: 2010, 2012
- Copa del Rey: 2012–13
- UEFA Champions League

Finalist: 2013–14
- Supercopa de España

Finalist: 2013

### Țară
- Cupa Confederațiilor FIFA: 2013
- Campionatul Mondial U-20⁠(en)[traduceți]

Locul 3: 2005

## Statistici de club
| Club                           | Sezon         | Campionat        | Campionat | Campionat | Série A | Série A | Cupă    | Cupă   | Continental | Continental | Alte competiții | Alte competiții | Total   | Total  |
| Club                           | Sezon         | Divizie          | Meciuri   | Goluri    | Meciuri | Goluri  | Meciuri | Goluri | Meciuri     | Goluri      | Meciuri         | Goluri          | Meciuri | Goluri |
| ------------------------------ | ------------- | ---------------- | --------- | --------- | ------- | ------- | ------- | ------ | ----------- | ----------- | --------------- | --------------- | ------- | ------ |
| Figueirense                    | 2003          | Série A          | 7         | 1         | 12      | 0       | 3       | 1      | —           | —           | —               | —               | 22      | 2      |
| Figueirense                    | 2004          | Série A          | 17        | 0         | 13      | 3       | 2       | 0      | —           | —           | —               | —               | 32      | 3      |
| Figueirense                    | Total         | Total            | 24        | 1         | 25      | 3       | 5       | 0      | —           | —           | —               | —               | 54      | 5      |
| Real Madrid B (împrumut)       | 2005–06       | Segunda División | 37        | 0         | —       | —       | —       | —      | —           | —           | —               | —               | 37      | 0      |
| Deportivo La Coruña (împrumut) | 2006–07       | La Liga          | 19        | 0         | —       | —       | 7       | 1      | 0           | 0           | —               | —               | 26      | 1      |
| Deportivo La Coruña (împrumut) | 2007–08       | La Liga          | 33        | 1         | —       | —       | 2       | 0      | 0           | 0           | —               | —               | 35      | 1      |
| Deportivo La Coruña            | 2008–09       | La Liga          | 38        | 2         | —       | —       | 2       | 0      | 10          | 0           | —               | —               | 50      | 2      |
| Deportivo La Coruña            | 2009–10       | La Liga          | 21        | 3         | —       | —       | 3       | 1      | 0           | 0           | —               | —               | 24      | 4      |
| Deportivo La Coruña            | Total         | Total            | 111       | 6         | —       | —       | 14      | 2      | 10          | 0           | —               | —               | 135     | 8      |
| Atlético Madrid                | 2010–11       | La Liga          | 27        | 1         | —       | —       | 6       | 0      | 3           | 0           | —               | —               | 36      | 1      |
| Atlético Madrid                | 2011–12       | La Liga          | 36        | 0         | —       | —       | 1       | 0      | 16          | 0           | —               | —               | 53      | 0      |
| Atlético Madrid                | 2012–13       | La Liga          | 32        | 1         | —       | —       | 6       | 2      | 3           | 0           | 1               | 0               | 42      | 3      |
| Atlético Madrid                | 2013–14       | La Liga          | 32        | 0         | —       | —       | 5       | 0      | 10          | 1           | 2               | 0               | 49      | 1      |
| Atlético Madrid                | Total         | Total            | 127       | 2         | —       | —       | 18      | 2      | 32          | 1           | 3               | 0               | 180     | 5      |
| Chelsea                        | 2014–15       | Premier League   | 15        | 0         | —       | —       | 1       | 0      | 5           | 0           | 5               | 1               | 26      | 1      |
| Atlético Madrid                | 2015–16       | La Liga          | 32        | 1         | —       | —       | 3       | 0      | 10          | 0           | —               | —               | 45      | 1      |
| Atlético Madrid                | 2016–17       | La Liga          | 34        | 3         | —       | —       | 4       | 0      | 10          | 0           | —               | —               | 48      | 3      |
| Atlético Madrid                | 2017–18       | La Liga          | 20        | 1         | —       | —       | 0       | 0      | 8           | 0           | —               | —               | 28      | 1      |
| Atlético Madrid                | 2018–19       | La Liga          | 27        | 2         | —       | —       | 0       | 0      | 5           | 0           | —               | —               | 32      | 2      |
| Atlético Madrid                | Total         | Total            | 113       | 7         | —       | —       | 7       | 0      | 33          | 0           | —               | —               | 153     | 7      |
| Flamengo                       | 2019          | Série A          | 16        | 0         | —       | —       | 0       | 0      | 5           | 0           | 2               | 0               | 23      | 0      |
| Flamengo                       | 2020          | Série A          | 31        | 2         | 8       | 1       | 2       | 0      | 5           | 0           | 3               | 0               | 49      | 3      |
| Flamengo                       | 2021          | Série A          | 22        | 0         | 5       | 0       | 4       | 0      | 11          | 0           | 1               | 0               | 43      | 0      |
| Flamengo                       | 2022          | Série A          | 10        | 0         | 10      | 1       | 8       | 0      | 11          | 0           | 1               | 0               | 40      | 1      |
| Flamengo                       | 2023          | Série A          | 10        | 0         | 4       | 2       | 0       | 0      | 5           | 0           | 0               | 0               | 21      | 0      |
| Flamengo                       | Total         | Total            | 89        | 2         | 27      | 2       | 14      | 0      | 39          | 0           | 7               | 0               | 176     | 4      |
| Total carieră                  | Total carieră | Total carieră    | 516       | 18        | 52      | 5       | 61      | 5      | 117         | 1           | 15              | 1               | 760     | 30     |

1. ↑  Include Copa del Rey și Supercopa de España
2. ↑  Include UEFA Super Cup

1. 1 2  Apariții în Campeonato Catarinense
2. 1 2 3 4  Apariții în UEFA Europa League
3. ↑  Apariție în UEFA Super Cup
4. 1 2 3 4 5  Apariții în UEFA Champions League
5. ↑  Apariții în Supercopa de España
6. ↑  Apariții în Football League Cup
7. ↑  Șase apariții în UEFA Champions League, două apariții în UEFA Europa League
8. 1 2 3 4 5  Apariții în Copa Libertadores
9. ↑  Apariții în FIFA Club World Cup
10. 1 2 3 4  Appearance(s) in Campeonato Carioca
11. ↑  Două apariții în Recopa Sudamericana, o apariție în Supercopa do Brasil
12. 1 2  Apariție în Supercopa do Brasil